# 张翰英
张翰英（1929年—2000年），男，广东广州人，中国宇航电子技术工程专家，曾任中国空间技术研究院502研究所研究室主任、副所长、研究员。